# Ficus brittonii
Ficus brittonii är en mullbärsväxtart som beskrevs av Boldingh. Ficus brittonii ingår i släktet fikonsläktet, och familjen mullbärsväxter. Inga underarter finns listade i Catalogue of Life.